# Rhantus suturalis
Rhantus suturalis é uma espécie de insetos coleópteros pertencente à família Dytiscidae.
A autoridade científica da espécie é MacLeay, tendo sido descrita no ano de 1825.
Trata-se de uma espécie presente no território português.